# Önel Verlag
Der Hayati Önel Verlag ist ein 1982 gegründetes Kölner Verlagsunternehmen, das deutschsprachige, türkischsprachige und zweisprachige (deutsch und türkisch) Bücher aller Art verlegt.
Heute ist das Unternehmen, das als Schulbuchverlag begann, zusammen mit einer Buchbinderei, einer Druckerei und einem Online-Shop in der Mediengruppe Önel Group vereint.

## Verlagsporträt
Der Verlag vertreibt und verlegt bis heute vorrangig türkische Schulbücher für den Türkischunterricht von türkischstämmigen Kindern in Deutschland sowie das Fach Türkisch an deutschen Schulen. In diesem Zusammenhang kooperiert Önel auch mit dem bekannten deutschen Schulbuchverlag Cornelsen. Schulische Verlagsprodukte Önels werden auch im restlichen Europa als Lehrmittel für den muttersprachlichen Unterricht türkischer Kinder eingesetzt.
Des Weiteren gehören Sachveröffentlichungen, wie Literatur und Kinderbücher zum zweisprachigen Verlagsprogramm. Ein Schwerpunkt liegt dabei sowohl auf den Themen Türkei und Interkulturalität.
Zu den bekannten deutschsprachigen Autoren, die im Önel-Verlag veröffentlichten, gehört die Islamwissenschaftlerin Annemarie Schimmel, Trägerin des Friedenspreis des Deutschen Buchhandels und Yüksel Pazarkaya. Auch erschienen deutsche Autoren wie Max von der Grün bei Önel auf Türkisch.
Verlagsinhaber ist Cengiz Hayati Önel, seit 1971 in Deutschland.
Anlässlich des deutsch-türkischen Unternehmertages am 22. September 2006 sprach der Kölner Oberbürgermeister Fritz Schramma innerhalb seiner Rede von den „stolzen Mitarbeiterzahlen“ des Önel-Verlags, hob aber besonders das ehrenamtliche Engagement des Verlegers Önel, der in seinem Unternehmen auch zahlreich ausbildet, hervor:

„Herr Hayati Önel vernetzt in einzigartiger Weise ehrenamtliche Arbeit in den Bereichen Migration, Kultur, Soziales, Bildung und Ausbildung sowie Umweltschutz auf allen staatlichen Ebenen.“

Zurzeit sind von Önel 530 Titel lieferbar (Stand: Februar 2007).

## Auszeichnungen
- Kölner Ehrenamtspreis 2005 für den Verlagsinhaber